# زمان اکو

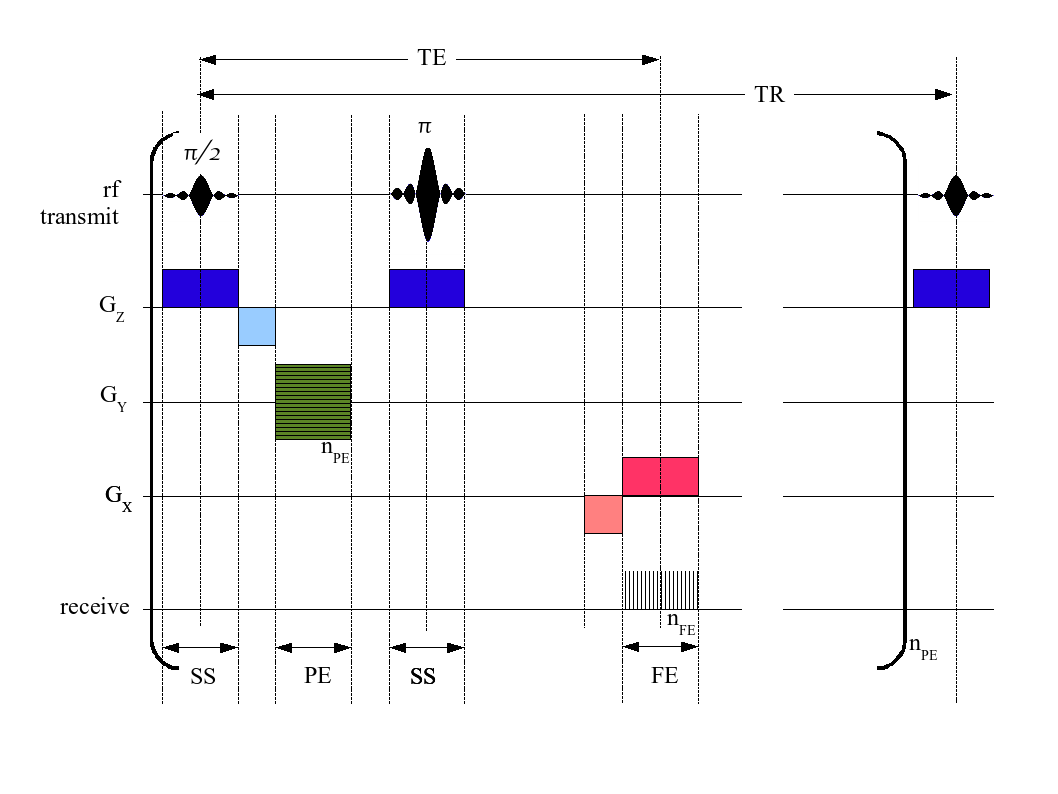
نمایش یک بازهٔ TE درون یک ردیف ضربانی

زمان اکو (به انگلیسی: Echo Time) که با TE نمایش می‌دهند، یک کمیت قابل کنترل در ام آر آی است، و بنابر تعریف به زمانی گویند که آغازش پالس ۹۰ درجه RF اولیه، و پایانش سیگنال اکو در ردیف تصویرسازی اسپین اکو یا ردیف تصویرسازی بازیافت معکوس باشد.

## جستارهای دیگر
- زمان تکرار